# Бегар (Приморје)
Бегар (фр. Bégard) насеље је и општина у северозападној Француској у региону Бретања, у департману Приморје која припада префектури Генган.
По подацима из 2011. године у општини је живело 4751 становника, а густина насељености је износила 130,49 становника/km². Општина се простире на површини од 36,41 km². Налази се на средњој надморској висини од 142 метара (максималној 176 m, а минималној 45 m).

## Демографија
| 1962. | 1968. | 1975. | 1982. | 1990. | 1999. | 2011. |
| ----- | ----- | ----- | ----- | ----- | ----- | ----- |
| 4.719 | 4.976 | 5.152 | 5.180 | 4.906 | 4.474 | 4.751 |

График промене броја становника у току последњих година